# 自然災害伝承碑

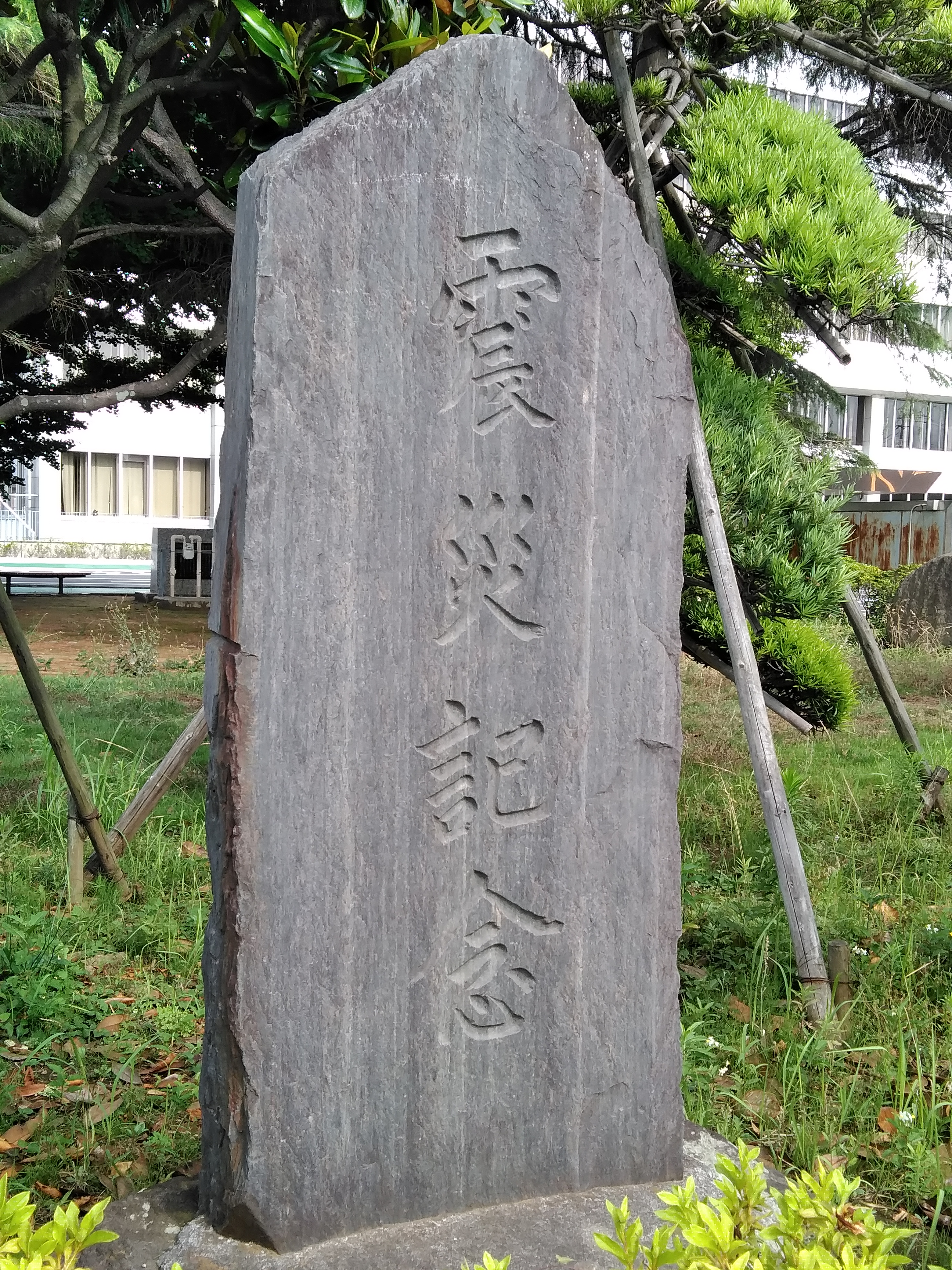
千葉県鎌ケ谷市の関東大震災記念碑

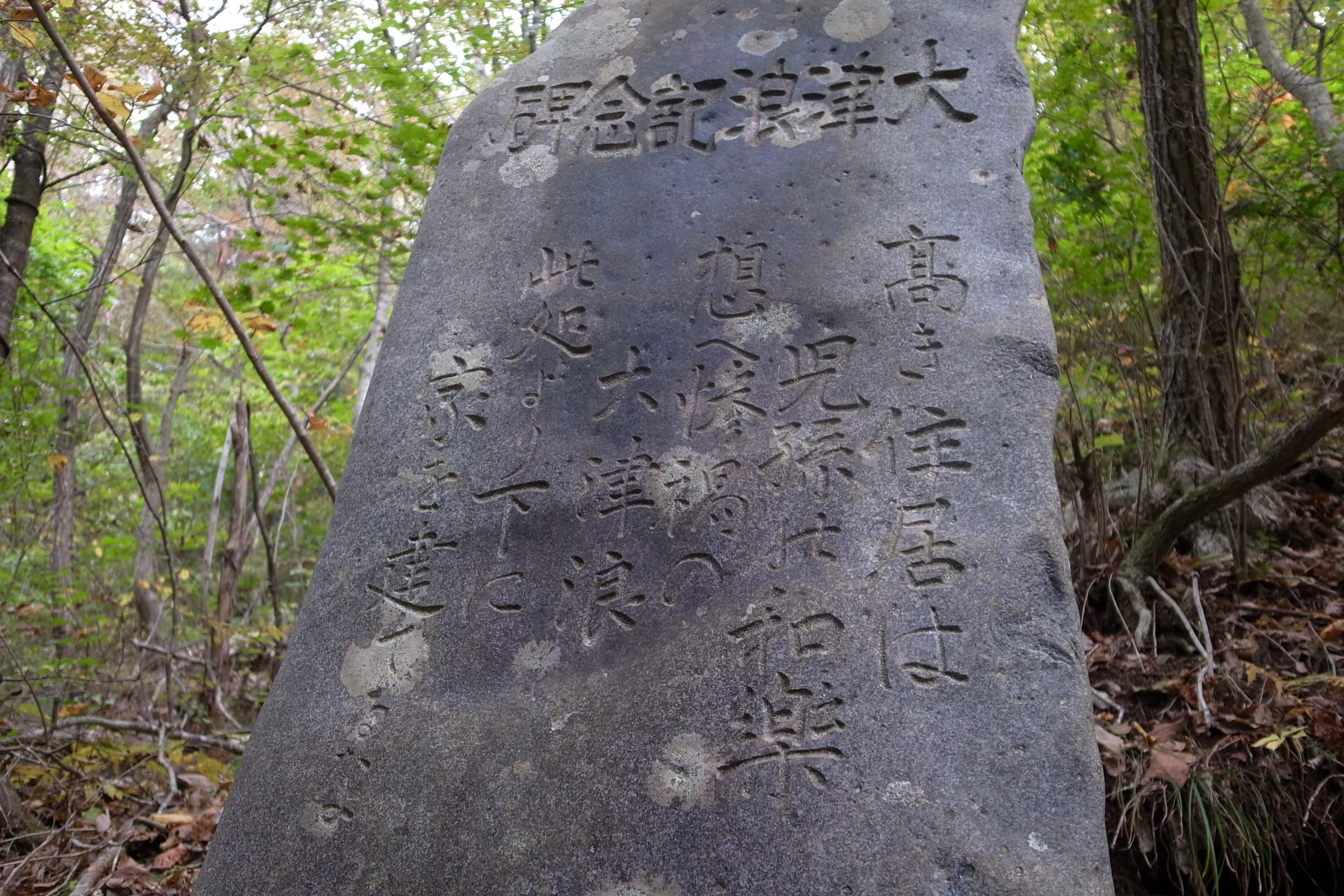
1933年（昭和8年）に建てられた大津波記念碑（岩手県宮古市）

自然災害伝承碑（しぜんさいがいでんしょうひ）は、地震、津波、洪水、噴火といった大規模な自然災害の状況や教訓を後世に伝え残すために作られた災害碑、慰霊碑、記念碑等の碑やモニュメントである。
国土地理院では、2019年3月に自然災害伝承碑の地図記号を制定して、ウェブ版の「地理院地図」や紙版の2万5千分1地形図への掲載を進めており、地理院地図には2024年11月28日時点で、47都道府県639市区町村2,219基の自然災害伝承碑が公開されている（詳細は#地図記号参照）。調査・登録が遅れていたり、地元でもあまり知られていなかったりする伝承碑も多く、日本全国の実数は数千基と推測されている。

## 概要
自然災害伝承碑には、過去に起きた津波や洪水等の自然災害について、災害の様子や被害の状況等が記されているとともに、被災現地に設置されていることが多く、「身近な災害の歴史を学び、教訓を未来に伝える」という意義を有している。
しかし、時間の経過とともに忘却される例も多い。寺田寅彦によると、1896年（明治29年）の明治三陸地震の記念碑は、昭和三陸地震のあった1933年（昭和8年）には既に壊れていたり、新道の建設で道路が寂れるなどして忘れられたりした例があったという。

## 実例

### 津波災害
1933年（昭和8年）の昭和三陸地震の津波による被害を受けた三陸海岸地域では、地震学者の今村明恒の助言により、津波体験の風化を防ぐ啓蒙的手段の一つとして、津波記念碑が建設された。東京朝日新聞社を窓口とする指定義援金がその建設費用に充てられ、約200基の津波記念碑の多くがこうして建てられた。

#### 大津浪記念碑（岩手県宮古市）
大津浪記念碑（おおつなみきねんひ）は、1933年（昭和8年）の昭和三陸地震による津波の後に、岩手県宮古市重茂姉吉地区に建てられた碑である。標高約60メートル。
姉吉地区では、1896年（明治29年）の明治三陸地震による津波および前述の昭和三陸大津波で二度にわたって集落全滅に近い被害が生じた経験から、「此処より下に家を建てるな」という教訓の碑が建てられた。以後、住民は石碑の教えを守り、坂の上に住宅を建てて生活していた。2011年（平成23年）の東日本大震災の際にも大規模な津波が発生したが、津波は石碑より海側で止まり、人的被害は集落外に出ていた4人の行方不明に留まった。

#### 東日本大震災復興祈願碑（宮城県気仙沼市唐桑町）
東日本大震災復興祈願碑（ひがしにほんだいしんさいふっこうきがんひ）は、宮城県気仙沼市唐桑町の早馬神社（はやまじんじゃ）にある東日本大震災からの復興を祈願する碑。石碑上部は波の形が施され、「大津波浸水高さここまで」と津波到達点が記されてあり、中央部には「大津波到達点 子々孫々語り継げ」と刻まれている。石碑は『震災伝承施設』に登録され、中学校1年理科の教科書にも掲載されている。。

#### 東日本大震災記念碑（宮城県南三陸町戸倉 五十鈴神社）

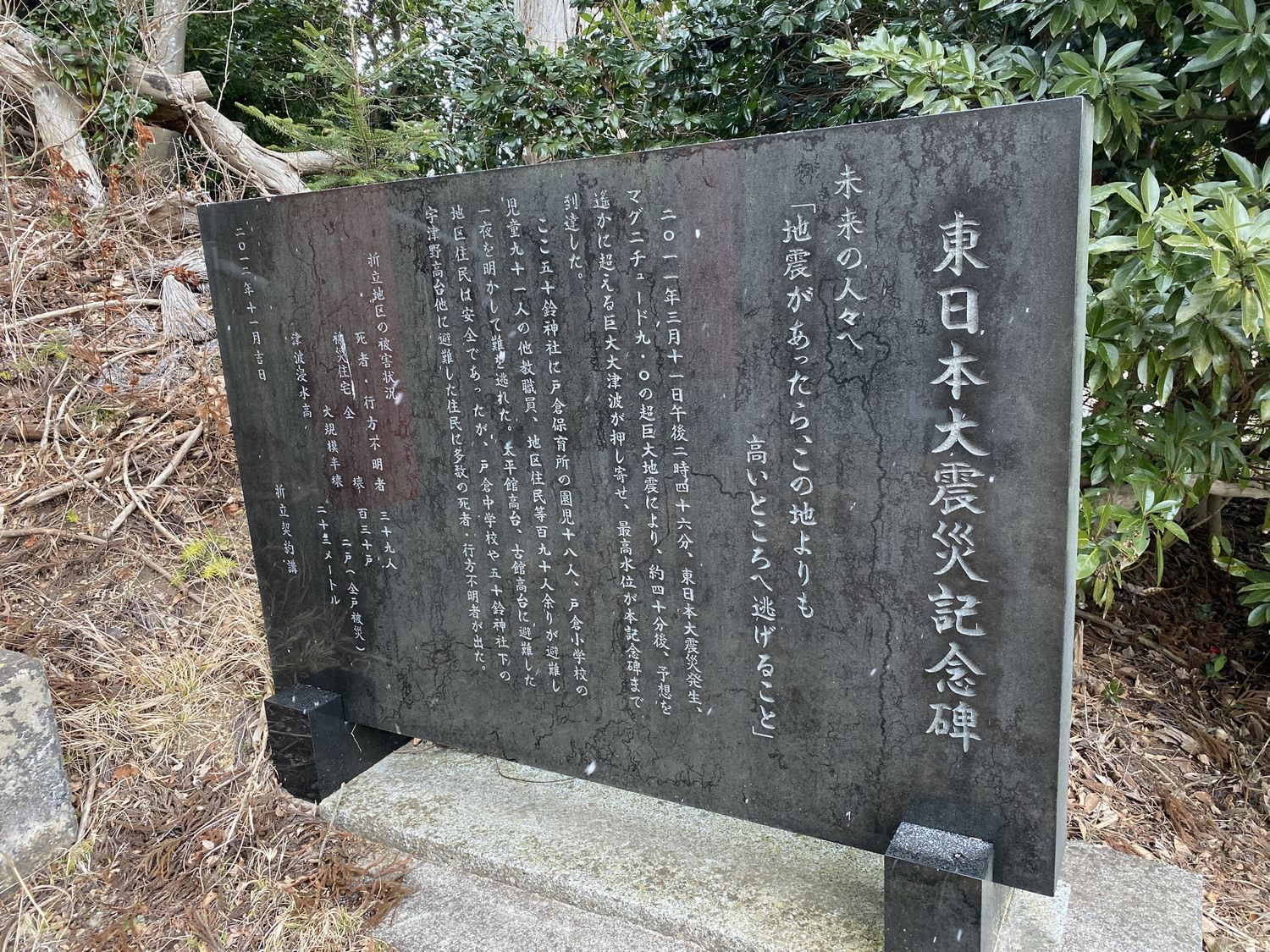
東日本大震災記念碑(宮城県南三陸町)

東日本大震災記念碑（ひがしにほんだいしんさいきねんひ）は、宮城県南三陸町戸倉の五十鈴神社にある、東日本大震災による津波の災害を伝承する碑。標高23メートル。海から400メートル。
2011年（平成23年）3月11日、東日本大震災による大津波の時、戸倉保育所・戸倉小学校の子供たち・教職員や、地域住民が避難して難を逃れた。津波の中、神社の境内だけがポッカリと島のように浮かび助かった。碑には次のように記されている。「未来の人々へ 地震があったら、この地よりも高いところへ逃げること」。

#### 名取川昭和三陸津波碑（宮城県名取市閖上）
昭和三陸津波の碑（しょうわさんりくつなみのひ）は、1933年（昭和8年）3月3日の昭和三陸地震で発生した津波の災害を伝承する碑。
この津浪も東日本大震災の津波と同じく名取川を逆流した。宮城県の仙台市・名取市を経て仙台湾にそそぐ名取川河畔に、その津波が到達したことを知らせる碑が立っている。

#### 常福寺津波流失塔（三重県鳥羽市国崎町）
常福寺津波流失塔（じょうふくじつなみりゅうしつとう）は、三重県鳥羽市国崎町大津集落の常福寺境内にある、嘉永7年（1854年）の安政東海地震の津波（安政津波）の災害を伝承する石碑。
高さ七丈五尺（22.7メートル）の津波が襲来し、6人が死亡したと記されている。安政津波の被害者が6名にとどまったのは、大津集落は室町時代後期の明応地震津波で壊滅的な被害を受け、住民が高台に移転していたためだという。この高台への集団移住は、国内最古の例とされる。

#### 大地震両川口津浪記の碑（大阪市浪速区）
大地震両川口津浪記は、大阪府大阪市浪速区の大正橋東詰にある、安政南海地震による津波の災害を伝承する石碑。1855年（安政2年）7月の設置。
「嘉永7年（1854年）、6月14日午前零時ごろに大きな地震が発生し津波がおしよせた。被害状況は……」と具体的に被害状況を述べ、「地震が発生したら津波がくることを心得ておき、舟での避難は絶対してはいけない。また建物は壊れ火事になる。なによりも「火の用心」が肝心、津波というのは沖から波が来るだけではなく、岸近くから吹き上がってくることもあり、津波の勢いは、普通の高潮とは違う」と細かい注意を与えたのち、「つたない文章であるがここに記録しておくので、心ある人は時々碑文に墨を入れなおし、後世に伝えていってほしい」と書き残す。大阪市指定文化財。

#### 松崎の碑（島根県益田市）

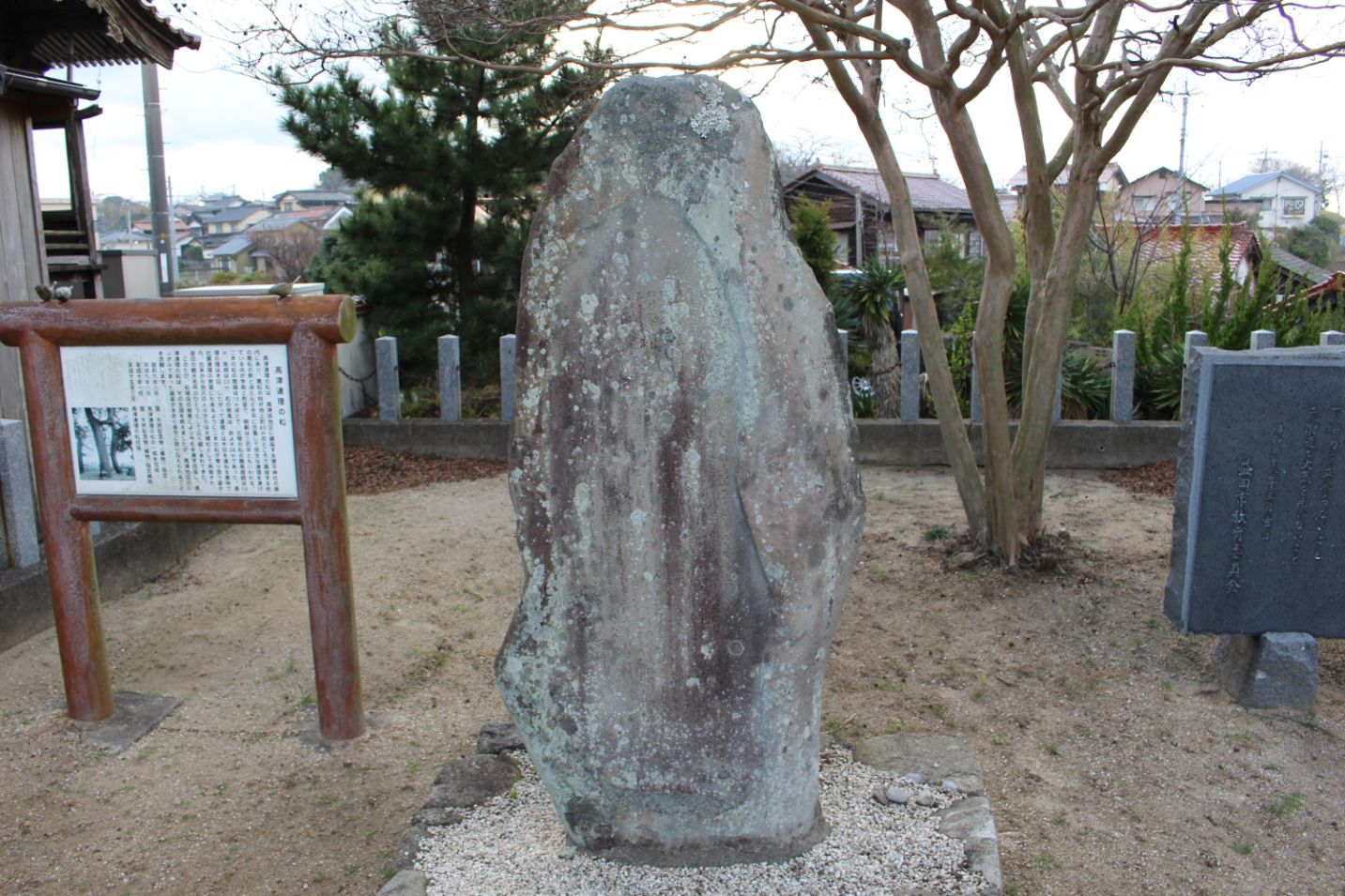
松崎の碑(島根県益田市)

松崎の碑（まつざきのひ）は、島根県益田市高津町松崎にある、万寿地震による津波の災害を伝承する石碑。津波遡上高は推定23メートル。高津町沖の鴨島（現在は水没したと伝えられる）にあった祠の中に安置されていた柿本人麻呂の木像が、万寿地震の津波で流されて、この付近の松林に漂着した。津和野藩第8代藩主亀井矩賢が藩士河田孫兵衛に命じて、この地に石碑を作らせた。

#### 津波境石（熊本県宇城市三角町）

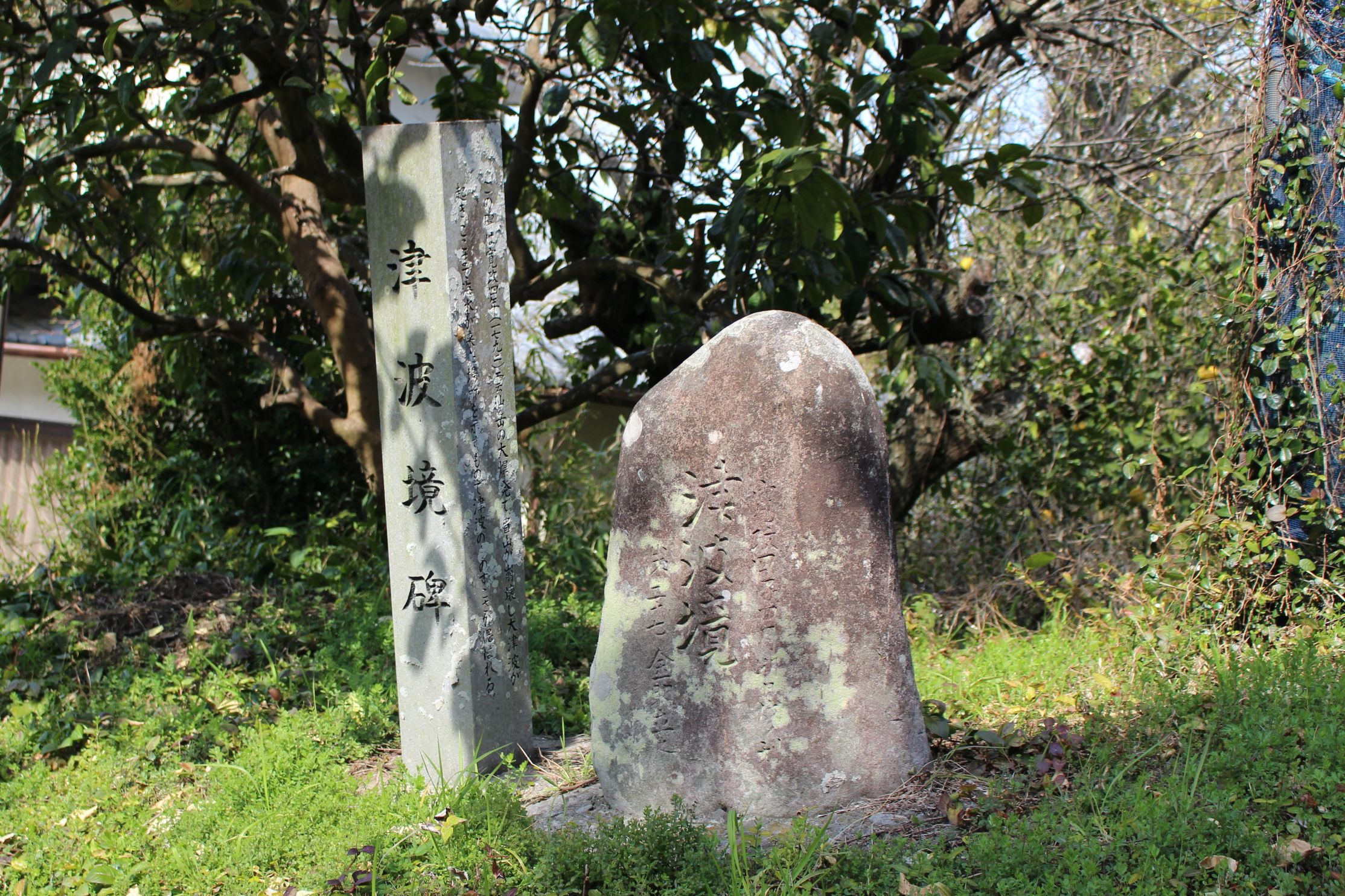
津波境石(熊本県宇城市)

津波境石（つなみさかいいし）は、熊本県宇城市三角町大田尾にある石碑。標高約20メートル。海から内陸へ約250メートル。1792年（寛政4年）の島原大変肥後迷惑と呼ばれる災害の際、津波がこの地まで遡上した。

#### 明和大津波遭難者慰霊之塔（沖縄県石垣市）

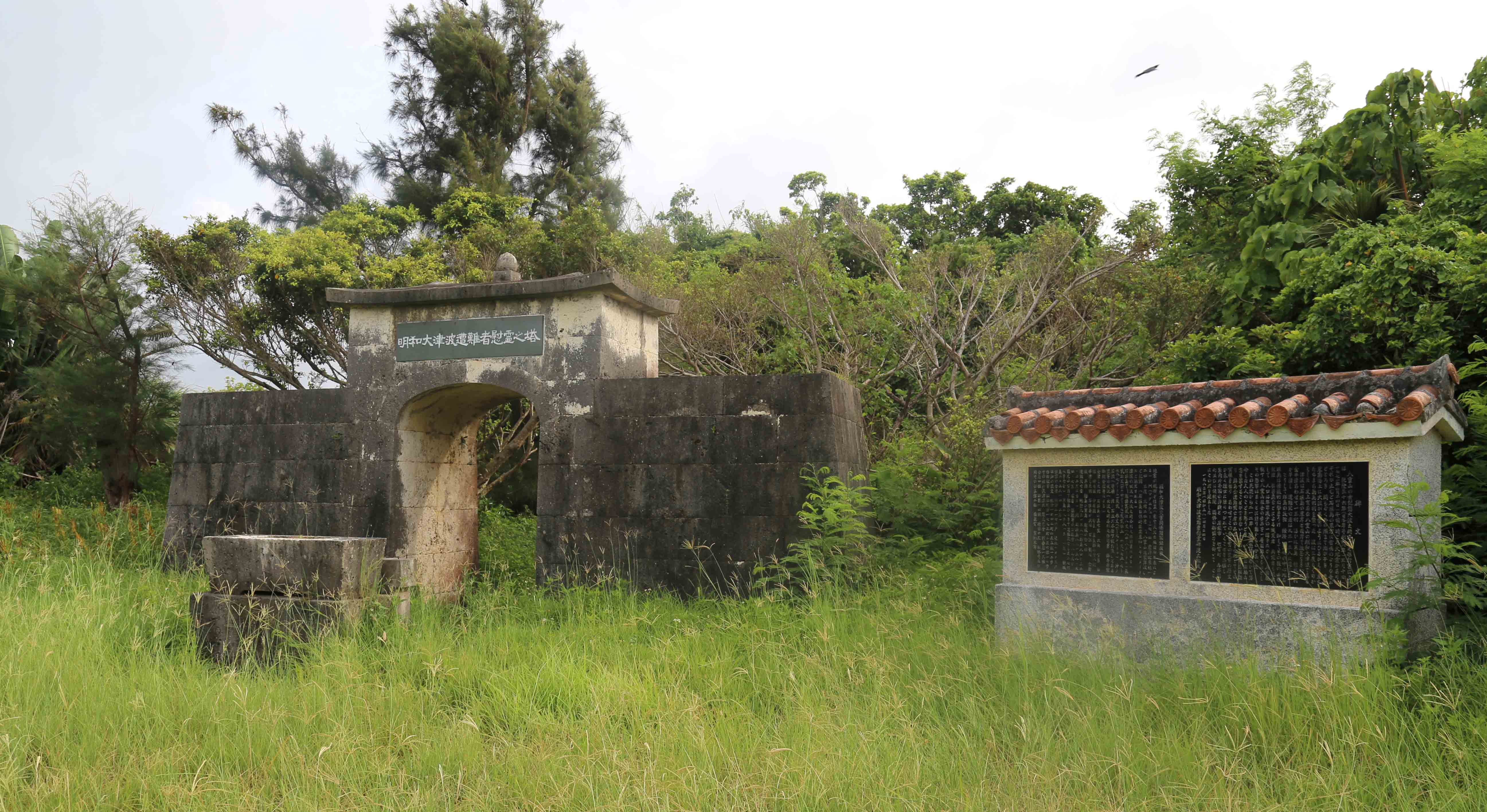
明和大津波遭難者慰霊之塔

明和大津波遭難者慰霊之塔（めいわおおつなみそうなんしゃいれいのとう）は、沖縄県石垣市にある石碑。1771年の八重山地震の津波（明和の大津波）による犠牲者を祀った慰霊碑。
この津波で、八重山列島では死者・行方不明者9,313名を出した。実に住民の約三分の一にあたる。石垣島宮良村では、高さ85.4mの津波が遡上したと伝えられており、近年の科学的研究によると、伝承ほどではないものの、遡上高は約30mに達したと考えられている。

### 火山災害

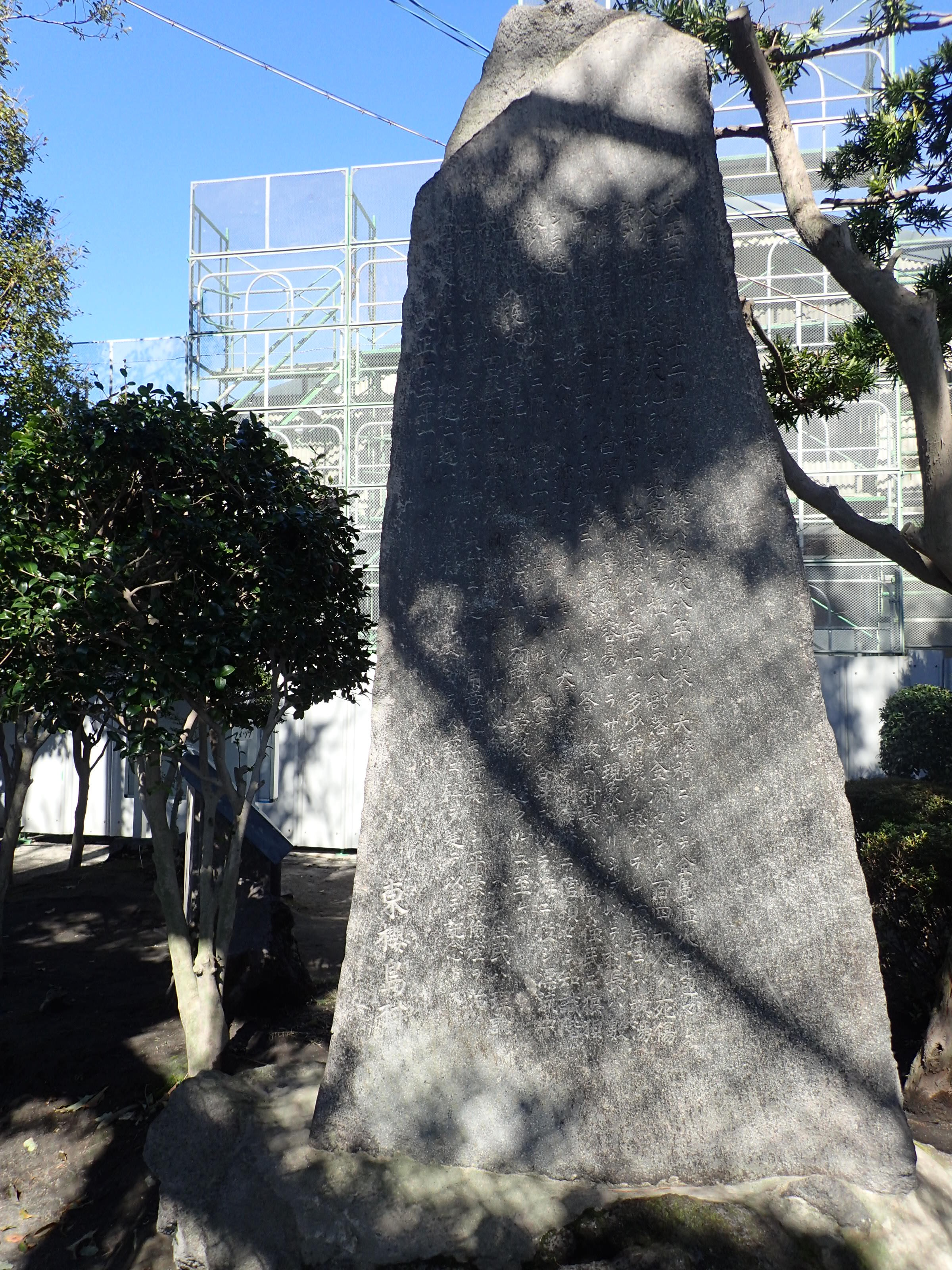
桜島爆発記念碑

#### 雲仙岳災害記念碑（長崎県島原市）
雲仙岳災害記念碑は、長崎県島原市にある雲仙岳で発生した1991年6月3日の火砕流を記念する碑。

#### 桜島爆発記念碑（鹿児島県鹿児島市）
桜島爆発記念碑は、鹿児島県鹿児島市東桜島町の鹿児島市立東桜島小学校の敷地内にある、桜島の大正大噴火を記念する碑。「科学不信の碑」として知られる。

### 台風・洪水災害
室戸台風（1934年）、枕崎台風（1945年）、狩野川台風（1958年）などで慰霊碑や復興記念碑として建立された例が見られる。1959年（昭和34年）の伊勢湾台風の自然災害伝承碑は、死者が非常に多かったのに加えて被害範囲が大きかったこともあり、東海地方を中心に多く現存する。これらについては当時の浸水高を示したものも見られる。
江戸時代に高潮被害のあった東京都江東区木場には波除碑が現存しており、文化財指定されている。

## 警告の保全と活用
自然災害伝承碑の多くは将来の現地住民が防災意識を高め、石碑に残された教訓を減災に役立てることを期待して建立されたものだが、これらの情報が常に活用されるとは限らない。工学者で失敗学を提唱する畑村洋太郎は、津波の遡上高を示し「下に家を建てるな」と戒める石碑が存在するにもかかわらず、生活の利便性を優先して、石碑から海側に住宅建設が行われた例が数多くある旨を報告している。

## 地図記号

自然災害伝承碑の地図記号

国土地理院は2019年に新たに自然災害伝承碑の地図記号を制定した。過去に発生した津波、洪水、火山災害、土砂災害などの自然災害に係る事柄が記載されている石碑やモニュメントを地図上に表記することで、身近な防災意識の醸成を促すことを目的とする。近年発生した災害を記憶すべく建立された比較的新しいものも対象となっていることが特徴であり、第1弾として27都府県48市町村の158カ所が登録され、6月から国土地理院のウェブ地図「地理院地図」で公開され、9月からは2万5千分1地形図にも順次掲載することとしている。
2024年11月28日時点の公開数は、47都道府県639市区町村2,219基。